# NAKED MYSELF
『NAKED MYSELF』（ネイキッド・マイセルフ）は、BEREEVEの3枚目のオリジナル・アルバム。

## 内容
BEREEVE最大のヒット・シングル「本気でも嘘でもいい」を含む全10曲で構成されたアルバム。
ポニーキャニオンから発売された最後のアルバムでありBEREEVEとしてもラスト・アルバムとなった。
編曲は神長弘一と共同制作。

## 批評
CDジャーナルは、「一部打ち込みを使用しているものの、基本的にはバンドサウンド。パワフルなボーカルとハードなギターの絡みがスリリング」と評した。

## 収録曲
- 全曲作詞：冴木裕志・編曲：神長弘一・BEREEVE
- 作曲：石井直人（1.4.5.6.7.10）BEREEVE（2.3.9）冴木裕志（8）

1. きっと何かが
2. 本気でも嘘でもいい
3. I MISS YOU
4. EMPTY MOON
5. OK!
6. 君のために 僕のために
7. 裸の愛で
8. Mistress
9. ALL BY MYSELF
10. IN THE NAME OF LOVE

## レコーディング参加
- 冴木裕志 - ボーカル
- 石井直人 - ギター・コーラス
  - 神長弘一 - ギター
  - 小柳昌法（LINDBERG） - ドラム
  - 三柴理 - ピアノ、シンセサイザー